# Cantón de Carbonne
El cantón de Carbonne era una división administrativa francesa que estaba situada en el departamento de Alto Garona y la región de Mediodía-Pirineos.

## Composición
El cantón estaba formado por once comunas:
- Bois-de-la-Pierre
- Capens
- Carbonne
- Longages
- Marquefave
- Mauzac
- Montaut
- Montgazin
- Noé
- Peyssies
- Saint-Sulpice-sur-Lèze

## Supresión del cantón de Carbonne
En aplicación del Decreto n.º 2014-152 de 13 de febrero de 2014, el cantón de Carbonne fue suprimido el 22 de marzo de 2015 y sus 11 comunas pasaron a formar parte del nuevo cantón de Auterive.